# 194 Länder
194 Länder ist ein Lied des deutschen Popsängers Mark Forster. Es ist die vierte Singleauskopplung aus seinem vierten Studioalbum Liebe.

## Entstehung und Artwork
Geschrieben wurde das Lied gemeinsam von Mark Cwiertnia (Mark Forster), Robin Haefs, Ralf Christian Mayer, Daniel Nitt, Konstantin Scherer (Djorkaeff), Vincent Stein (Beatzarre) und Philipp Steinke. Das Arrangement erfolgte ebenfalls von Daniel Nitt.
Der Haupt- und Begleitgesang wurden teils von Mark Forster gesungen. Das Keyboard und weitere Begleitgesänge wurden von Daniel Nitt und Konstantin „Djorkaeff“ Scherer übernommen.
194 Länder wurde unter dem Musiklabel Four veröffentlicht und durch Sony/ATV Music Publishing vertrieben.

## Veröffentlichung und Promotion
Die Erstveröffentlichung von 194 Länder erfolgte am 16. November 2018 auf dem vierten Studioalbum Liebe. Am 13. September 2019 wurde 194 Länder als Einzeltrack-Single zum Download und Streaming veröffentlicht. Um das Lied zu bewerben, erfolgt am 21. September 2019 ein Liveauftritt von Mark Forster in der ProSieben-Show Schlag den Star. Des Weiteren wird Forster die Single im Zuge der Preisverleihung des Radiopreises 2019 präsentieren.

## Inhalt
Der Liedtext zu 194 Länder wurde in deutscher Sprache verfasst. Die Musik wurde von Beatzarre, Djorkaeff, Mark Forster, Robin Haefs, Daniel Nitt und Philipp Steinke komponiert, der Text von Beatzarre, Djorkaeff, Forster, Ralf Christian Mayer, Nitt und Steinke geschrieben Musikalisch bewegt sich das Lied im Bereich der Popmusik. Inhaltlich beschäftigt sich das Lied mit der Abenteuerlust und der Sehnsucht nach einer geliebten Person an jedem Ort der Welt. In 194 Länder schreibt Forster sehr autobiografisch und erwähnt zahlreiche Orte, welche ihn auf seinem Weg begleitet haben, wie den Jakobsweg. Ebenso werden die berühmten Abbey Road Studios erwähnt, in denen Forster 2017 seine Single Kogong aufnahm.
Das Lied beginnt mit einem Intro, auf das sich der erste Verse anschließt. Der Prechorus Und ich guck’ schon wieder auf mein Handy leitet auf den ersten Chorus Es gibt hundertvierundneunzig Länder über. Der Chorus enthält gegen Ende die Hookline La, la la la, la, la, la la la, welche auch als instrumentales Riff Verwendung findet. Auf diesen folgt der zweite Verse sowie der Prechorus und Chorus. Einem kurzen, instrumentalen Interlude folgt die kontrastierende Bridge Und schon wieder penn' ich ein. Sie leitet nun direkt auf den Chorus über, der Prechorus entfällt. Der Song endet mit einer Wiederholung des Chorus als Outro mit viertaktigem instrumentalen Ausklang. Die Form des Songs entspricht der Verse-Chorus-Bridge-Form. Die hier verwendete, weniger verbreitete 4-Chord-Folge VI–I–IV–V ist eine Abwandlung der bekannteren Form VI–IV–I–V.

## Hintergrund
Forster erwähnte das 194 Länder im Detail in der fünfteiligen Dokumentation LIEBE, welche er zur Promotion des gleichnamigen Albums auf YouTube veröffentlichte. Dort geht er auch näher auf das Gefühl ein, immer an eine Person denken zu müssen, egal an welchem Ort er sich befinde und dass er selbst in solchen Augenblicken auf sein Handy starre, um Kontakt zu jener Person aufzunehmen. Begleitet wurde die Dokumentation von Lutz van der Horst.

## Kommerzieller Erfolg

### Chartplatzierungen
194 Länder erreichte Rang 13 der deutschen Singlecharts und konnte sich 34 Wochen in den Top 100 platzieren. In den deutschsprachigen Singlecharts erreichte die Single Rang zehn. In Österreich erreichte die Single in 28 Chartwochen mit Rang 14 seine höchste Chartnotierung, in der Schweizer Hitparade in 16 Chartwochen mit Rang 48 der Singlecharts.
2019 platzierte sich 194 Länder auf Rang 65 der deutschen Airplay-Jahrescharts. Ein Jahr später belegte die Single Rang 56 der Single-Jahrescharts in Deutschland sowie Rang 67 in Österreich. In den deutschen Airplay-Jahrescharts belegte 194 Länder im Jahr 2020 Rang 59.
| ChartsChartplatzierungen | Höchstplatzierung | Wochen |
| ------------------------ | ----------------- | ------ |
| Deutschland (GfK)        | 13 (34 Wo.)       | 34     |
| Österreich (Ö3)          | 14 (28 Wo.)       | 28     |
| Schweiz (IFPI)           | 48 (16 Wo.)       | 16     |

| ChartsJahrescharts (2020) | Platzierung |
| ------------------------- | ----------- |
| Deutschland (GfK)         | 56          |
| Österreich (Ö3)           | 67          |

### Auszeichnungen für Musikverkäufe
Im März 2021 erhielt 194 Länder eine Platin-Schallplatte für 20.000 verkaufte Einheiten in der Schweiz. Im Juli 2023 folgte die Verleihung von 3-fach Gold für 600.000 verkaufte Einheiten in Deutschland, bereits im Juni 2022 erreichte es Platinstatus. Somit erhielt 194 Länder ein Mal Gold sowie zwei Mal Platin und verkaufte sich laut Schallplattenauszeichnungen über 620.000 Mal.
| Land/Region        | Auszeichnungen für Musikverkäufe (Land/Region, Auszeichnung, Verkäufe) | Verkäufe |
| ------------------ | ---------------------------------------------------------------------- | -------- |
| Deutschland (BVMI) | 3× Gold                                                                | 600.000  |
| Schweiz (IFPI)     | Platin                                                                 | 20.000   |
| Insgesamt          | 1× Gold · 2× Platin ·                                                  | 620.000  |